# Jean-Pierre Darroussin
Jean-Pierre Darroussin (ur. 4 grudnia 1953 w Courbevoie) – francuski aktor filmowy, teatralny i telewizyjny. Okazjonalnie zajmuje się również reżyserią.
Stale współpracuje z reżyserem Robertem Guédiguianem. Laureat Cezara dla najlepszego aktora w roli drugoplanowej za film W rodzinnym sosie (1996) Cédrika Klapischa. Ogółem był pięciokrotnie nominowany do tej nagrody.
Komandor Orderu Sztuki i Literatury (2021)

## Wybrana filmografia
- 1981: Psychiatra (Psy)
- 1984: Nasza historia (Notre histoire)
- 1985: Umarł z otwartymi oczami (On ne meurt que deux fois)
- 1992: Nic takiego (Riens du tout)
- 1993: Kuchnia i przyległości (Cuisine et dépendances)
- 1994: Zimna woda (L'eau froide)
- 1996: Mój mężczyzna (Mon homme)
- 1996: W rodzinnym sosie (Un air de famille)
- 1997: Marius i Jeannette (Marius et Jeannette)
- 1997: Znamy tę piosenkę (On connaît la chanson)
- 1998: Bez serca (À la place du coeur)
- 1998: Ośmiorniczka (Le poulpe)
- 1999: Co to za życie? (C'est quoi la vie?)
- 1999: Gwiazdkowy deser (La bûche)
- 2000: Gusta i guściki (Le goût des autres)
- 2000: Miasto jest spokojne (La ville est tranquille)
- 2000: Jutro też jest dzień (Ça ira mieux demain)
- 2002: Prywatne dochodzenie (Une affaire privée)
- 2002: Maria i jej dwie miłości (Marie-Jo et ses 2 amours)
- 2003: Serce mężczyzny (Le coeur des hommes)
- 2004: Czerwone światła (Feux rouges)
- 2004: Bardzo długie zaręczyny (Un long dimanche de fiançailles)
- 2005: Za ile mnie pokochasz? (Combien tu m'aimes?)
- 2007: Rozmowy z moim ogrodnikiem (Dialogue avec mon jardinier)
- 2007: Serce mężczyzny 2 (Le coeur des hommes 2)
- 2008: Lady Jane
- 2009: Bojownicy z czerwonego afisza (L'armée du crime)
- 2009: Zwykli ludzie (Rien de personnel)
- 2010: 22 kule (L'immortel)
- 2011: Śniegi Kilimandżaro (Les neiges du Kilimandjaro)
- 2011: Człowiek z Hawru (Le Havre)
- 2011: Córka studniarza (La fille du puisatier)
- 2011: A na morzu spokój (La mer à l'aube)
- 2011: Wcześnie rano (De bon matin)
- 2013: Serce mężczyzny 3 (Le coeur des hommes 3)
- 2016: Historia pewnego życia (Une vie)